# Embraer EMB 314 Super Tucano
Embraer EMB-314 Super Tucano je turbovrtulový lehký bojový a cvičný letoun vyvinutý brazilskou společností Embraer. Vznikl dalším vývojem úspěšného letounu Embraer EMB 312 Tucano. Letoun může sloužit pro základní a pokročilý letecký výcvik, průzkum, nebo vedení protipovstaleckého boje (COIN). Jde o relativně levný letoun (cca 18 milionů dolarů za kus) s nízkými provozními náklady (1000 dolarů na letovou hodinu), schopný operovat s minimální podporou z polních letišť.
Brazilské letectvo i ozbrojené síly USA pro letoun užívají typové označení A-29.

## Vývoj

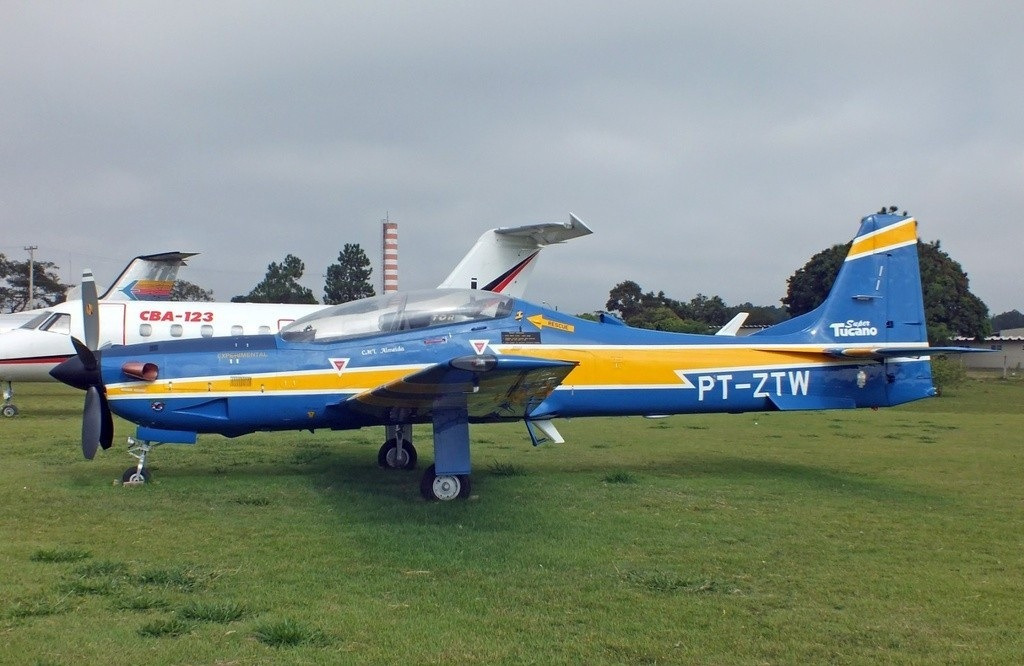
První demonstrátor koncepce, modifikovaný EMB 312H (PT-ZTW)

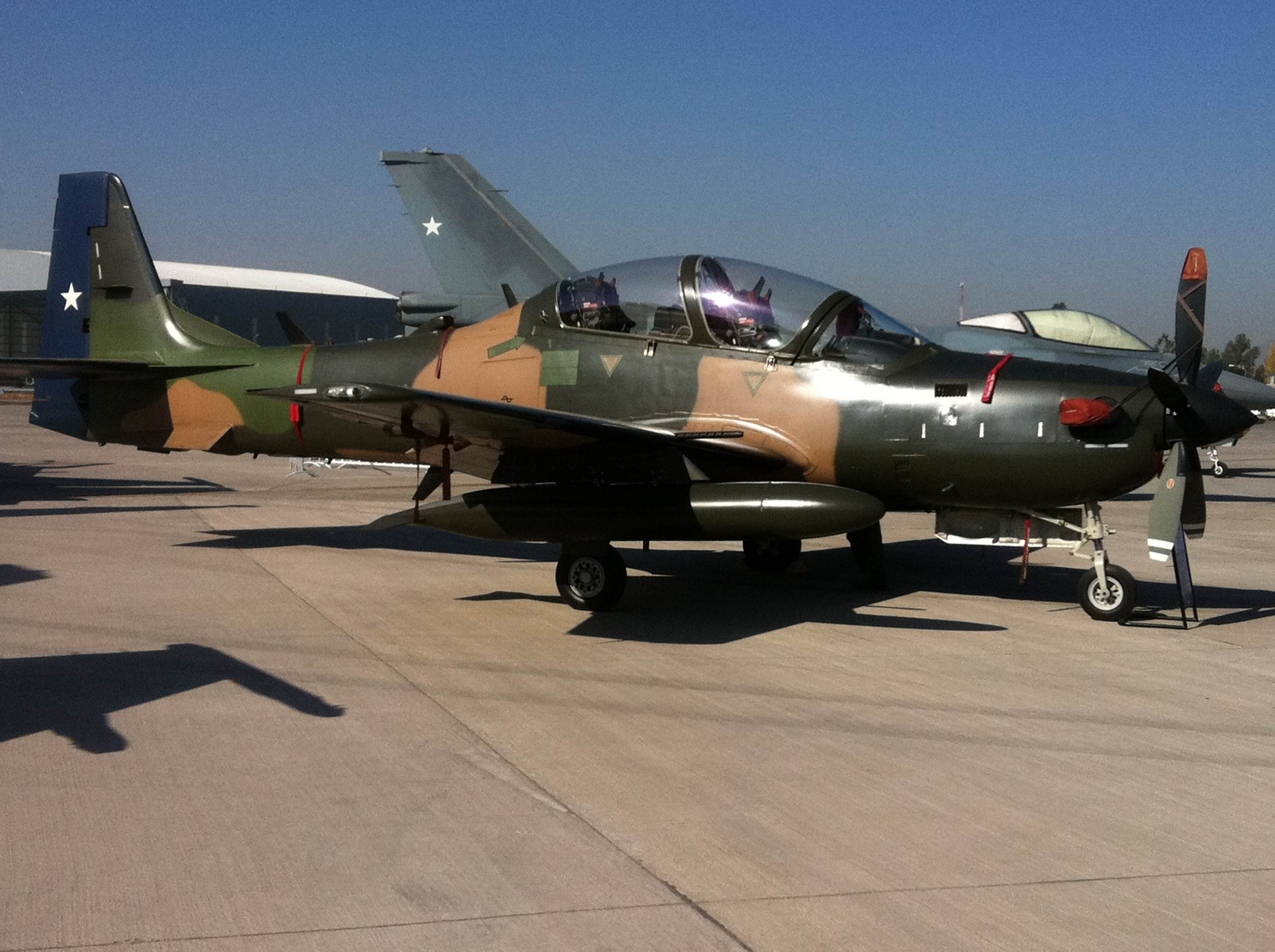
Chilský A-29B Super Tucano

Vývoj Super Tucana iniciovala brazilská armáda, která postrádala vhodný letoun pro protidrogové operace v Amazonii. Vývoj zpočátku probíhal na vlastní náklady společnosti Embraer, která postupně upravila několik exemplářů stroje EMB 312, nichž první vzlétl v září 1991. Roku 1995 pak získala zakázku na vývoj lehkého bojového letounu v rámci programu ALX pro brazilské letectvo. Požadovaný typ měl být, kromě zbraňového výcviku, schopen zejména útoků na pozemní cíle, sekundárně i stíhání pomalu letících vzdušných cílů, například vrtulníků. Počítalo se přitom s nasazením letounu ve specifických klimatických podmínkách Amazonie a schopností operovat z hůře vybavených polních letišť s krátkými vzletovými a přistávacími drahami.
Pokračující úpravy EMB 312 zahrnovaly instalaci výkonnější pohonné jednotky Pratt & Whitney Canada PT6A-68A, prodloužení trupu, modernizaci avioniky, zesílení konstrukce draku, které umožnilo zvětšení celkové nosnosti, a instalaci kulometů do křídel. Vzhledem k odlišnostem od původního EMB 312 bylo výrobní označení nově vznikajícího stroje změněno na EMB 314, a první prototyp definitivní výrobní verze vzlétl v červnu 1999. Ve stejném roce byl dodán první sériový letoun. V roce 2001 brazilské letectvo objednalo 76 letounů EMB 314 Super Tucano s později naplněnou opcí na dalších 23. Celkem tak bylo brazilskému letectvu v letech 2003-2012 dodáno 99 letounů Super Tucano, z toho 33 jednomístných strojů pod označením A-29A a 66 dvoumístných A-29B. Ve službě nahradily proudové letouny Embraer AT-26 Xavante.
Super Tucano je zároveň úspěšným exportním artiklem s uživateli v Jižní Americe, Africe i Asii. Roku 2001 společnost získala objednávku na devět letounů pro Dominikánskou republiku (později sníženo na osm). Roku 2005 objednala Kolumbie 25 strojů a roku 2008 objednalo Chile 12 letounů. Roku 2009 objednal 24 letounů Ekvádor, ale později objednávku snížil na 18, přičemž ušetřené prostředky byly investovány do nákupu stíhaček Cheetah C. Indonésie objednala roku 2010 osm letounů a roku 2012 dalších osm.
Do americké soutěže na lehký bitevní letoun pro Afghánské letectvo LAS (Light Air Support) se Embraer zapojil ve spolupráci se společností Sierra Nevada Corporation. Roku 2011 Super Tucano v soutěži porazil letoun Beechcraft T-6 Texan II. Poté byla soutěž zrušena a roku 2013 bylo po vítězství v opakované soutěži objednáno 20 Super Tucan pro Afghánistán. Roku 2017 bylo objednáno dalších šest.
Americké letectvo zvažuje znovuzavedení kategorie lehkých bojových letounů do své výzbroje. Pro posouzení vhodnosti takového kroku byl spuštěn program Light Attack Experimental, v rámci kterého bylo posuzováno několik letounů, přičemž Super Tucano a Texan II postoupily do finálního výběru.

## Popis
Super Tucano je stavěn v jednomístné (A-29A) i dvoumístné (A-29B) verzi. Letouny mají tzv. skleněný kokpit. Brazilské stroje mají avioniku Elbit (průhledový displej (HUD), navigační systém, multifunkční displeje atd.). Řízení je typu HOTAS. Členové posádky mají vystřelovací sedačky Martin Baker Mk10LCX a jsou chráněni pancířem z kevlaru. Pod trupem je pohyblivě instalován hlavní senzor letounu AN/AAQ-22 SAFIRE, kategorie FLIR, operující v infračerveném spektru. Turbovrtulový motor PT6A-68A o výkonu 969 kW pohání pětilistou vrtuli Hartzell. Stroj je vyzbrojen dvěma 12,7mm kulomety FN Herstal M3P v křídlech a až 1500 kg další výzbroje nesené na pěti závěsnících. Jde například o kontejner s 20mm kanónem, pumy, protiletadlové řízené střely (např. AIM-9 Sidewinder, MAA-1 Piranha, Python 3 a 4), protizemní řízené střely AGM-65 Maverick, nebo kontejnery pro 70mm neřízené střely.

## Nasazení

### Operace kolumbijského letectva proti FARC

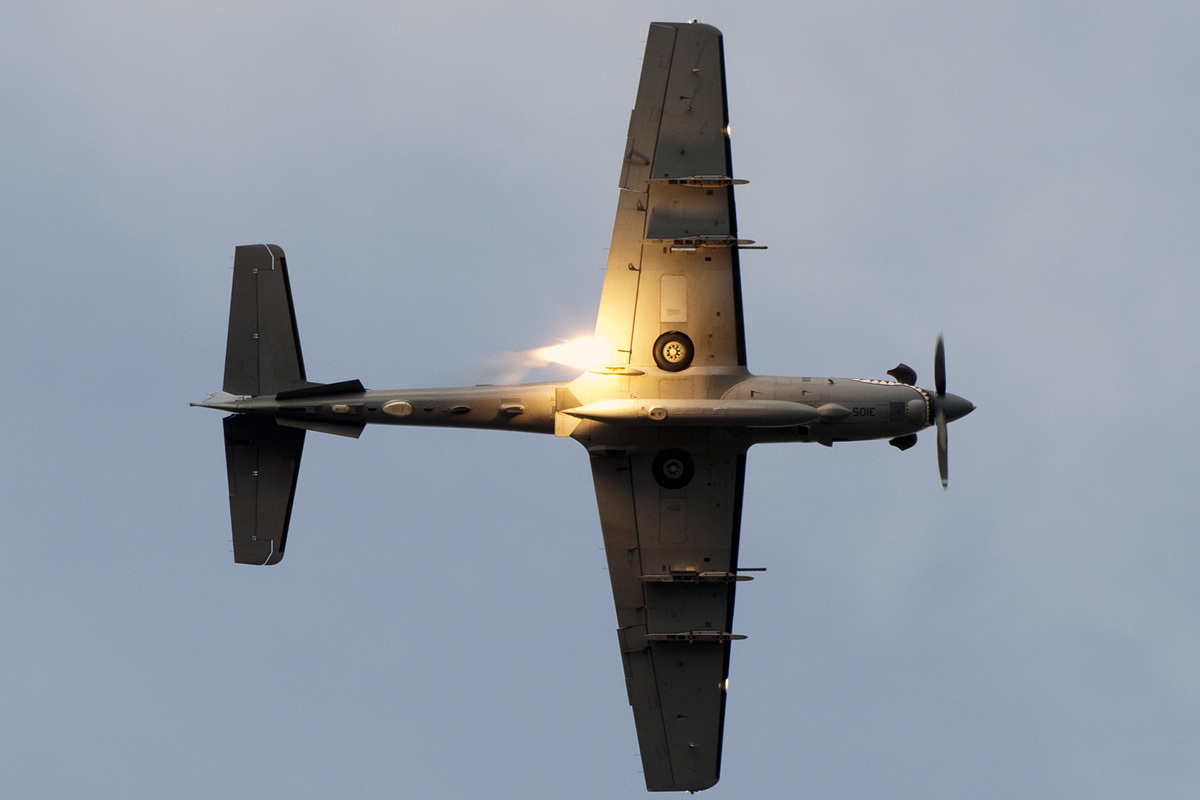
Kolumbijský Super Tucano během cvičení vystřeluje infračervený klamný cíl.

Jako první se do ostrého bojového nasazení dostali stroje Super Tucano kolumbijského letectva, které v lednu 2007 podnikly útok na tábory revoluční guerilová organizace FARC rozmístěné v kolumbijské džungli.
1. března půl hodinu po půlnoci pět letadel Super Tucano a tři stroje A-37 Dragonfly bombardovalo tábor FARC, ve kterém zahynul druhý nejvyšší velitel této organizace Raúl Reyes a 19 dalších bojovníků. Některé zdroje uvádějí, že Reyes nezahynul v důsledku bombardování, ale poté, co v panice při útěku šlápl na jednu z min, která měla chránit tábor před útokem zvenčí. Většina zpráv o útoku tvrdí, že Super Tucana použila při bombardování inteligentní pumy. Washington Post však uvedl, že pokusy o namontování pumy Paveway II na Super Tucana byly neúspěšné. Proto A-29 nesly pouze gravitační pumy a laserem naváděné Paveway II shodila jen starší letadla A-37.
V roce 2010 shodily Super Tucana 6 350 kg pum na podporu operace, při níž se podařilo zabít velitele a nejvyššího vojenského stratéga FARC Mono Jojoya.
V březnu 2012 shodilo devět letadel Super Tucano 40 naváděných pum na tábor v blízkosti města Vista Hermosa a zabily 36 militantů, včetně nově jmenovaného velitele. O čtyři měsíce později jedno z letadel při bojové misi havarovalo, příčinou však nebyla nepřátelská palba.
V září 2012 zahynuli při leteckých útocích další tři vrcholoví velitelé FARC, což iniciovalo dočasné přerušení bojů a mírové jednání v Havaně. Kolumbijská armáda však i během jednání pokračovala neúnavně v náletech. V období let 2010 až 2013 zabila až 42 velitelů FARC, což bylo téměř třikrát více než v předchozím desetiletí.
Když v srpnu 2016 FARC souhlasila se složením zbraní, počet válečníků klesl na 6 000 až 7 000, což byla už jen třetina původní síly této militantní organizace. Letadla Super Tucano hrála při snižování vojenské moci a územního dopadu FARC důležitou roli. Je však třeba podotknout, že za jejich úspěchem stála i práce vrtulníků Black Hawk, které poskytovaly nejen vzdušnou podporu, ale i elektronické zpravodajství, které umožnilo vést přesné útoky na pozice povstalců.

### Operace brazilského letectva proti pašerákům drog
V srpnu 2011 bombardovala čtveřice brazilských A-29 Super Tucano nelegální přistávací dráhu obchodníků s drogami, která se nacházela 68 km severozápadně od města Sao Gabriel da Cachoeira. Na dráhu dlouhou 1400 m a širokou 15 m shodily osm pum o hmotnosti 230 kg.

### Operace afghánského letectva proti Tálibánu a Islámskému státu
Dodávky prvních A-29 do Afghánistánu začaly v lednu 2016 a už o tři měsíce později si piloti na těchto strojích prošli bojovým křtem. Místo, kam směřoval první letecký útok afghánských A-29, nebylo oficiálně zveřejněno. Ještě před náletem však afghánský ministr obrany uvedl, že první bojové nasazení strojů Super Tucano bude v jihozápadní provincii Hilmand. Jde o oblast, která je pod kontrolou Tálibánu a je afghánským centrem obchodu s opiem. Je pravděpodobné, že letadla poskytovala přímou palebnou podporu i ve východní provincii Nangarhár, kde afghánská armáda bojovala s nově vzniklou odnoží Islámského státu.
V roce 2016 uskutečnili piloti A-29 celkově 152 náletů a v období od června do listopadu 2017 provedlo 12 letadel Super Tucano už téměř 330 leteckých útoků na pozemní cíle.
A-29 Super Tucano mohou být vyzbrojeny i laserem naváděnými pumami GBU-12 a GBU-58. Letadla jsou taktéž vybavena moderními senzory, které jim umožňují provádět mise během noci. Přestože afghánské A-29 disponují těmito pokročilými schopnostmi, místní piloti je neuměli víc než dva roky využít. K prvnímu ostrému použití těchto pum došlo až 22. března 2018. V ten den vzlétl jeden z pilotů A-29 z letiště v Kandaháru, přičemž byl údajně vyzbrojen neřízenými pumami Mk-81, jakož i dvojicí pum s laserovým naváděním GBU-58/B. Pilot Super Tucana uskutečnil nálet na objekty Talibanu v západní provincii Faráh. Z obavy, aby nezasáhl civilní obyvatelstvo, nacházející se v okolí, použil namísto volně padajících pum dvě přesně naváděné pumy GBU-58/B.

## Verze
- A-29A – Základní jednomístná verze.
- A-29B – Základní dvoumístná verze.
- A-29N – Verze kompatibilní se standardy NATO.

## Uživatelé

Embraer Super Tucano, Fuerza Aérea Dominicana

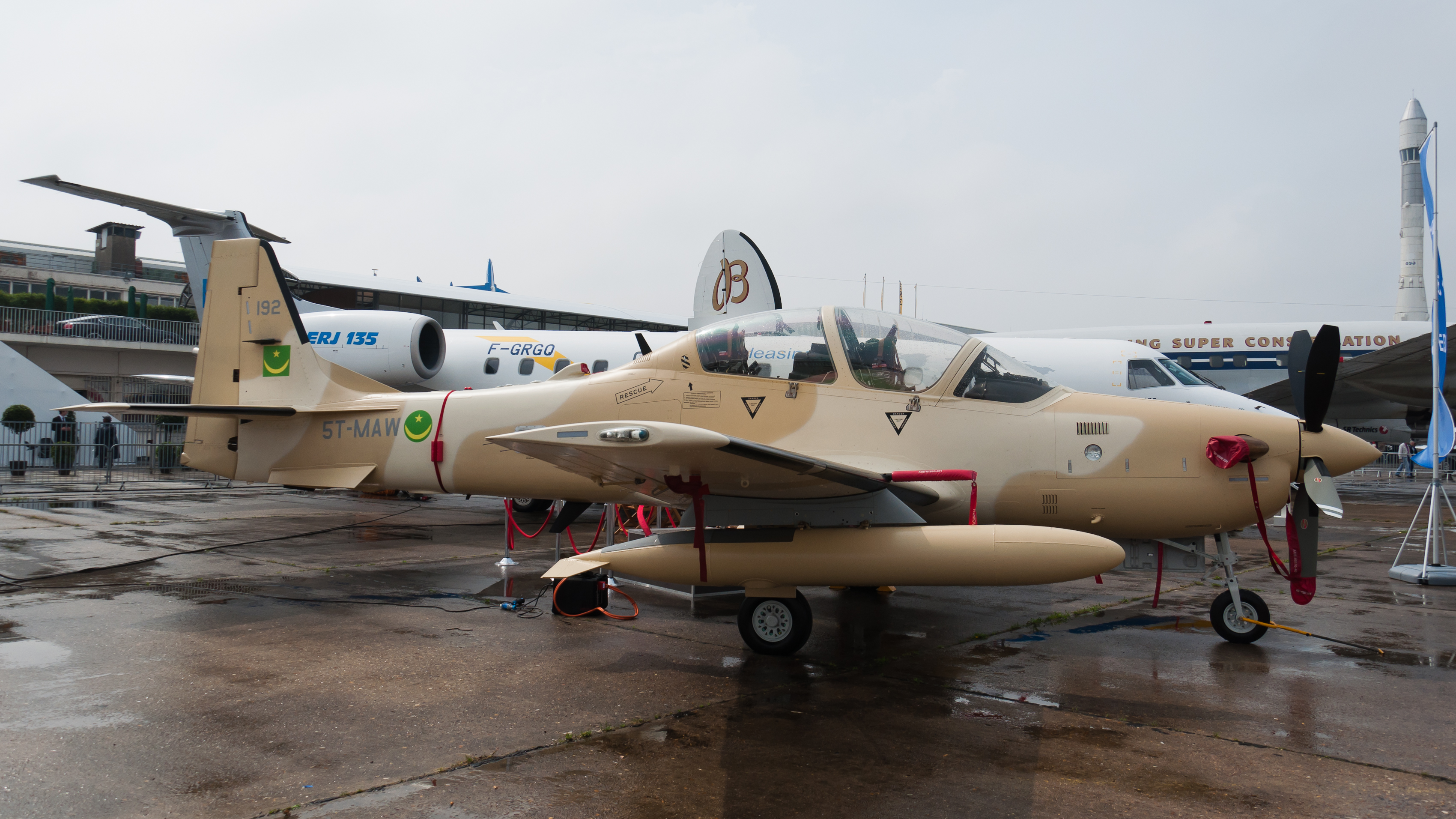
Embraer A-29B Super Tucano (5T-MAW), Mauritania Air Force

### Současní uživatelé
- Afghánistán Tálibán po pádu Kábulu v srpnu 2021 ukořistil nejméně 1 A-29B, ale vzhledem k absenci kvalifikovaných pilotů i pozemního personálu není jasné zda jsou letouny v jeho držení schopné provozu.[12]
- Angola Angolské letectvo od roku 2013 získalo 6 letounů.[13]
- Brazílie Brazilské letectvo získalo celkem 99 letounů Super Tucano.[2]
- Burkina Faso První africký uživatel typu Super Tucano. Roku 2011 dodány 3 letouny.[13]
- Dominikánská republika Dominikánské letectvo v letech 2009–2010 získalo osm letounů Super Tucano.[2]
- Ekvádor Ekvádorské letectvo získalo 18 letounů.[2]
- Filipíny Filipínské letectvo roku 2017 objednalo 6 letounů,[3] které byly dodány v říjnu 2020.[14]
- Ghana Ghanské letectvo roku 2015 objednalo 5 strojů.[13]
- Chile Chilské letectvo v letech 2008–2009 získalo 12 letounů.[2]
- Indonésie Indonéské letectvo získalo 16 letounů.[2]
- Kolumbie Kolumbijské letectvo v letech 2006–2008 získalo 25 letounů.[2]
- Libanon Libanonské letectvo v letech 2017–2018 získalo 6 letounů.[3][15]
- Mali Roku 2015 objednáno 6 letounů. Dne 11. července 2018 zařazeny první čtyři. Dodávka zahrnovala 12,7mm kulomety, 70mm neřízené rakety a 250kg pumy.[16]
- Mauritánie Mauritánské letectvo roku 2012 získalo první letoun.[17][13] Celkem objednány 4 kusy.
- Nigérie USA potvrdily objednávku na 12 letounů pro Nigerijské letectvo, financovanou přes program Foreign Military Sale (FMS).[18]

- Paraguay Paraguayské letectvo roku 2025 získalo čtyři letouny ze šesti objednaných.[19]

- Portugalsko Portugalské letectvo zakoupilo v prosinci 2024 12 letadel ve verzi A-29N.[20]
- Senegal Senegalské letectvo roku 2013 získalo 3 letouny.[13]
- Spojené státy americké
  - Letectvo Spojených států amerických – 81. stíhací peruť na základně Columbus (od r. 2015[21] – útvar slouží jako výcviková jednotka pro piloty a mechaniky Afghánských vzdušných sil)[22]
  - Námořnictvo Spojených států amerických – v roce 2008 testovalo jeden exemplář na žádost Velitelství speciálních sil Spojených států (SOCOM)[23]

- Uruguay Uruguayské letectvo získá až 6 letounů, k dodávce prvního by mělo dojít v roce 2025.[24]

### Potenciální uživatelé
- Maďarsko Podle leteckého magazínu Scramble, jež se odvolává na brazilská média, hodlá maďarské MO pro letectvo zakoupit blíže nespecifikovaný počet strojů EMB 314. [25]

### Bývalí uživatelé
- Afghánská islámská republika Afghánské vzdušné síly v letech 2016–2018 získaly 20 letounů Super Tucano, které byly vybrány a zaplaceny USA v rámci programu LAS. Dalších 6 objednáno roku 2017.[8] Po pádu Kábulu se části strojů podařilo uniknout do Tádžikistánu a Uzbekistánu, jejich další osud není znám.[12]

## Specifikace (A-29 Super Tucano)

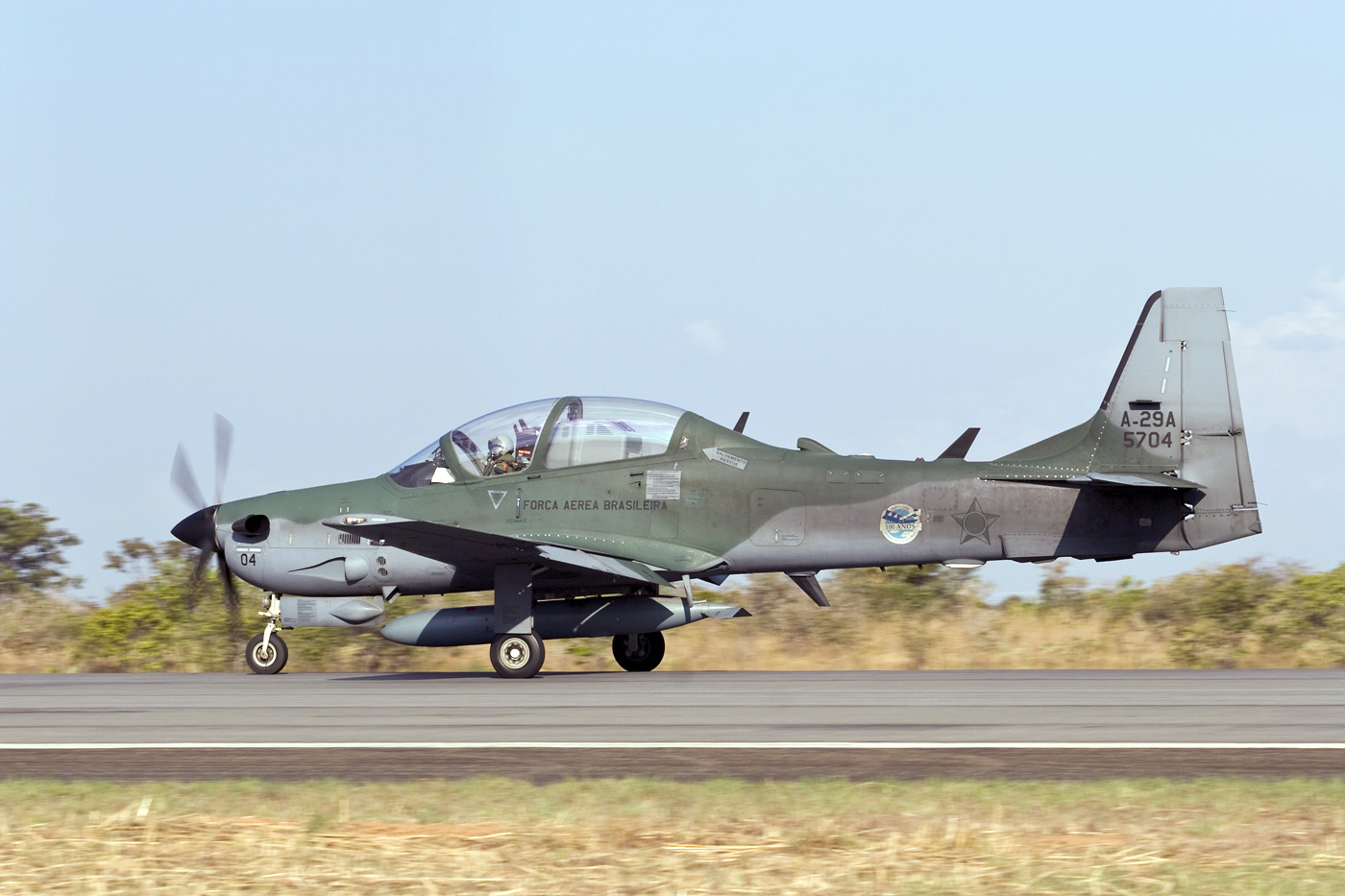
Brazilský stroj varianty A-29A

Základní údaje podle:

### Hlavní technické údaje
- Posádka: 1-2
- Rozpětí: 11,14 m
- Délka: 11,30 m
- Výška: 3,97 m
- Nosná plocha:
- Hmotnost prázdného letounu: 3 200 kg
- Max. vzletová hmotnost: 5 400 kg
- Pohonná jednotka: 1 × turbovrtulový motor PT6A-68A[2]
- Výkon pohonné jednotky: 969 kW[2]

### Výkony
- Cestovní rychlost: 520 km/h
- Maximální rychlost: 590 km/h
- Dostup: 10 655 m
- Maximální dolet: 1 455 km (s vnitřní zásobou paliva), s přídavnými nádržemi až 2 855 km
- Vytrvalost: 3,4 h (s vnitřní zásobou paliva), s přídavnými nádržemi až 8,4 hod

### Výzbroj
- 2 × 12,7mm kulomet FN-Herstal M3P s 200 náboji na hlaveň[27]
- 5 závěsníků s celkovou kapacitou až 1 500 kg[2][6] výzbroje:
  - Pumy: max. 10 × 113kg Mk.81 nebo 5 × 227kg Mk.82,[6] možnost integrace řízených pum Paveway II[28]
  - Neřízené rakety: max. 4 × raketnice pro neřízené rakety FFAR nebo SBAT 70 ráže 70 mm[27]
  - Protizemní řízené střely: AGM-65 Maverick[29] a Roketsan Cirit
  - Protiletadlové řízené střely: 2 × AIM-9 Sidewinder[27] nebo MAA-1 Piranha nebo Python 3/4[6]
  - možnost podvěšení dvou podkřídelních zbraňových kontejnerů[27] s 12,7mm kulomety M3P nebo 7,62mm Minigun anebo 20mm kanónem NC 621[30]